# アルネ・ドムネラス
アルネ・ドムネラス（Arne Domnérus、1924年12月20日 - 2008年9月2日）は、スウェーデンのジャズ・サクソフォーン奏者、クラリネット奏者。

## 略歴
11歳でクラリネットを始めたが、学校を卒業する頃にはサクソフォーンを始め、その後プロに転向した。1949年にはパリ・ジャズ・フェスティバルで演奏し、1950年にはチャーリー・パーカーのスウェーデン・ツアーに同行。数年後にはクリフォード・ブラウン、アート・ファーマー、ジェイムズ・ムーディとレコーディングを行った。1950年代半ばから1960年代半ばにかけては、スウェーデン・ラジオ・ビッグバンドのソリストとして活動した。映画やテレビ番組の楽曲を作曲し、ラーシュ・グリンやベンクト・ハルベルクとレコーディングを行った。
ベント・アルネ・バリン、ロルフ・エリクソン、オキ・ペルソン（後者2人はデューク・エリントン楽団の元メンバー）と共に、ハンブルク放送局のハンス・ゲルトベルクがレックリングハウゼンのルール音楽祭のために主催したジャズ・ワークショップに参加した。スウェーデンでクインシー・ジョーンズと何度かレコーディングを行っており、中でも1958年にジョーンズが作曲・編曲し、ハリー・アーノルドのオーケストラによってジョーンズの指揮のもと録音された「The Midnight Sun Never Sets」では、全編を通して彼の演奏がフィーチャーされている。初期のドムネラスの演奏は、1950年代のスウェーデン・モダン・ジャズに典型的であった、クールで洗練され、技術的に完成され、叙情的なスタイルを特徴としていた。晩年、健康状態が悪化し、演奏活動から引退した。
1994年にスウェーデン政府からイリス・クォーラム（Illis quorum）を、2002年にはリテリス・エト・アルティブス（Litteris et Artibus）を授与された。

## ディスコグラフィ

### リーダー・アルバム
- Come Listen with Me (1960年、Telefunken)
- Arne Domnerus (1961年、Metronome)
- Mobil (1965年、Megafon)
- Fancy (1970年、Gazell)
- Dedikation (1971年、Megafon)
- Hall Dig I Gang (1971年、SR)
- I Let a Song Go Out... (1972年、RCA)
- Songs of Simon (1972年、Sonet)
- 『ヤンガー・ザン・スプリング・タイム 1959-61』 - Younger Than Springtime (1972年、Artist) ※with ヤン・ヨハンソン
- Songs of Simon & Garfunkel (1973年、Discophon)
- Sabra (1975年、RCA Victor)
- I'll Be Seeing You (1975年、RCA)
- Antiphone Blues (1975年、Proprius)
- We Love You Madly (1975年、Philips)
- Arne Domnerus Spelar Povel Ramel (1976年、Sonet)
- 『ジャズ・アット・ザ・ポーンショップ』 - Jazz at the Pawnshop (1977年、Proprius)
- When Lights Are Low (1977年、Telestar)
- Scandinavian Design (1977年、RCA)
- Hypertoni (1977年、RCA)
- Ja, Vi Alskar (1978年、Zarepta)
- The Sheik (1979年、Four Leaf Clover)
- A.D. 1980 (1980年、Phontastic)
- Musik Under Stjarnorna (1980年、RCA)
- Brost-Toner (1980年、Four Leaf Clover)
- Evergreens Fra Kanaan (1981年、Kirkelig Kulturverksted)
- Duke's Melody (1981年、Phontastic)
- Fragment (1982年、Phontastic)
- Blue and Yellow (1982年、Phontastic)
- Rapturous Reeds (1988年、Phontastic) ※with ボブ・ウィルバー
- Dompan at the Savoy (1991年、Phontastic)
- 『ジャズ・アット・ザ・ポーンショップ3』 - Good Vibes: Jazz at the Pawnshop 3 (1992年、Proprius)
- Sugar Fingers (1993年、Phontastic)
- Far Jag Lov...Eller Skall Vi Dansa Forst (1994年、Ladybird)
- Heartfelt (1994年、Proprius)
- In Concert with Best Hallberg & Rolf Ericson (1994年、Phontastic)
- 『ライヴ・イズ・ライフ』 - Live Is Life (1995年、Proprius)
- Happy Together! (1996年、Ladybird) ※with プッテ・ウィックマン
- Easy Going (1997年、Ladybird)
- 『ジャズ・アット・ザ・ポーンショップ2』 - Jazz at the Pawnshop 2 (1997年、Proprius)
- Arne Domnerus Septet in Concert (1997年、Caprice)
- A Little Bossa Nova (1998年、Ladybird)
- Face to Face (1999年、Dragon) ※with ベルント・ローゼングレン
- What Kind of Fool Am I (2004年、Ladybird)
- Jazz Under the Stars (2004年、Capitol)
- Ett Dagsverke (2005年、Gazell)

アルネ・ドムネラス & ルネ・グスタフソン
- Dialog (1972年、Megafon)
- Svarta Far (1974年、Sonet)
- Varat Gang (1979年、Sonet)
- Conversation (1983年、Polar)
- Portrait of Porter (1985年、Phontastic)
- Sketches of Standards (1991年、Proprius)

アルネ・ドムネラス & ベンクト・ハルベルク
- Duets for Duke (1978年、Sonet)
- Downtown Meeting (1979年、Phontastic)
- Skyline Drive (1983年、Phontastic)
- Jazz at the Pawnshop (1990年、Prophone)